# Römermuseum Obernburg
Das Römermuseum Obernburg in Obernburg am Main, einer Stadt im Landkreis Miltenberg in Unterfranken, zeigt vorwiegend römische Fundstücke aus dem Kastell Obernburg und der dazugehörigen Siedlung. Das Museum befindet sich in der Unteren Wallstraße 29a unterhalb der Obernburger Altstadt in der Nähe zum Main.

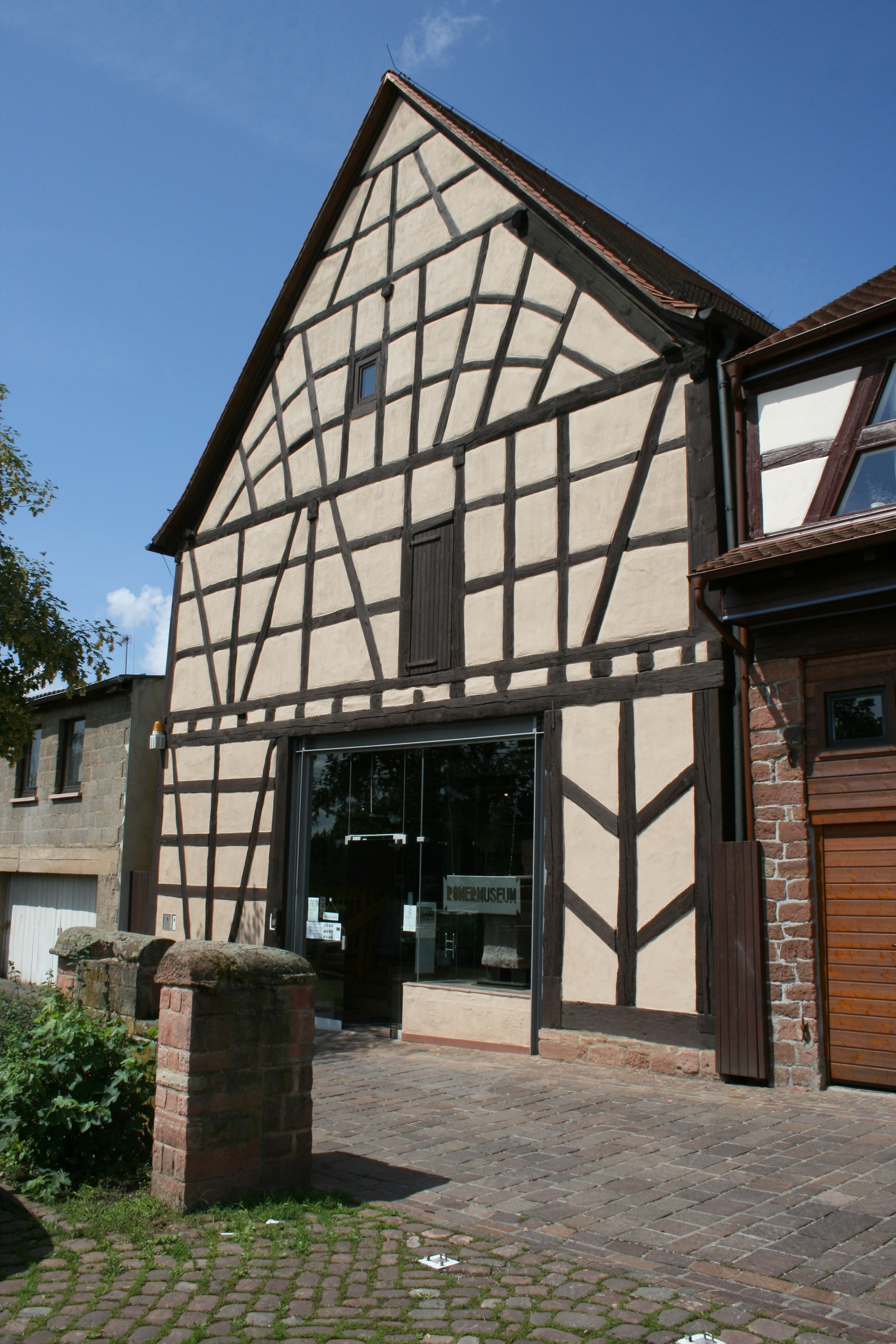
Außenansicht des Museums

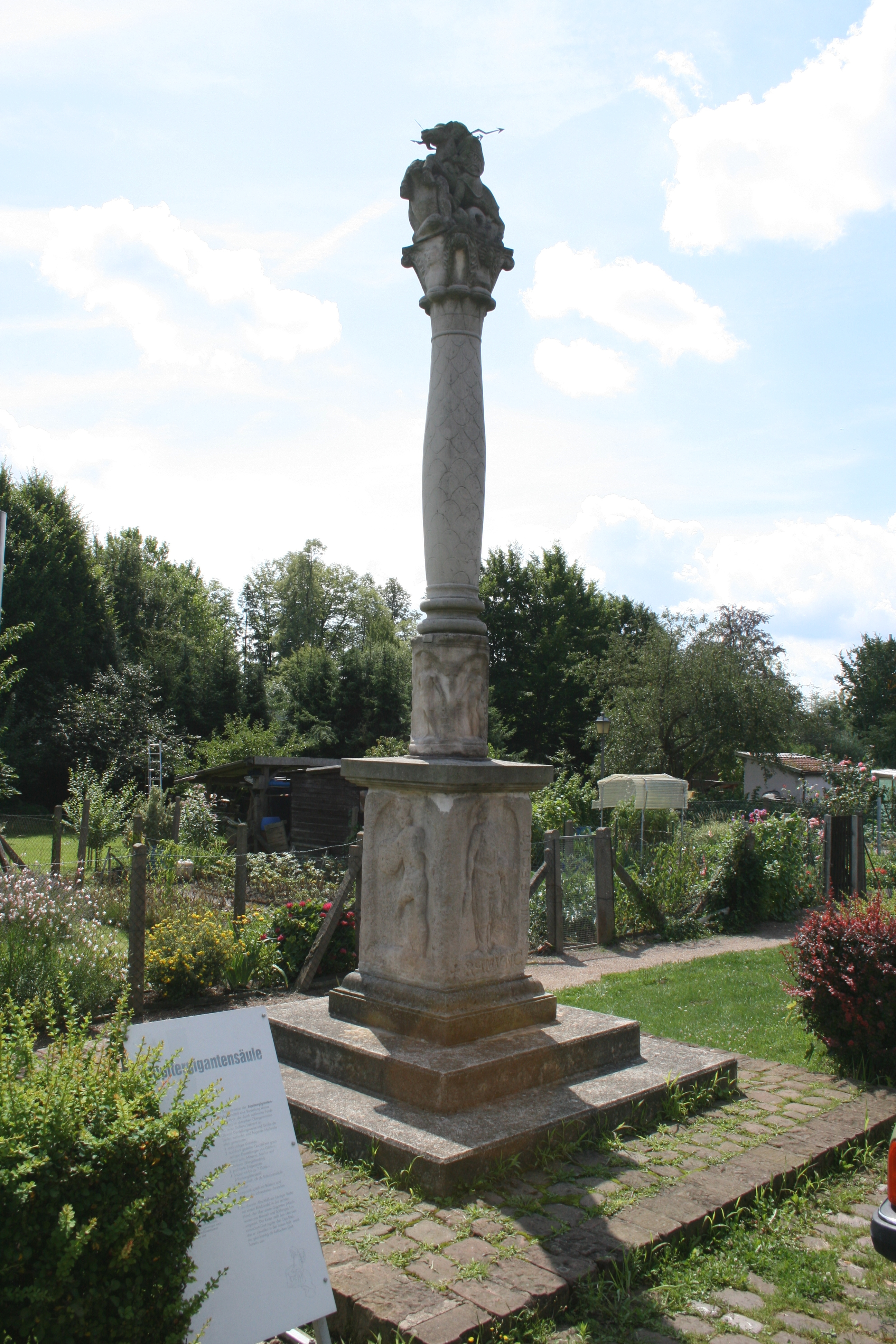
Nachbildung einer Jupitergigantensäule vor dem Museum

## Ausstellung
Im Eingangsbereich verdeutlicht ein Stadtmodell die Geschichte Obernburgs und die Topographie in römischer Zeit. Prunkstück des Museums ist die große Steinsammlung im Erdgeschoss. Sie enthält unter anderem Inschriftensteine der beneficiarii consulares, die Bauinschrift vom Stabsgebäude des Kohortenkastells sowie Bruchstücke mehrerer Jupitergigantensäulen. Vor dem Museum befindet sich die Rekonstruktion einer solchen Säule.
Interessant ist eine Gruppe von Inschriften, die Angehörige von vexillationes der Legio XXII Primigenia aus Mainz gestiftet haben, die als Holzfällerkommandos (in lignariis) hierher abkommandiert waren. Sie belegen eine Nutzung der Mittelgebirge Spessart und Odenwald sowie des Mains (und möglicherweise der Mümling) zum Schlagen und Transport in militärischer Regie. Weitere Inschriftenfunde dieser Art gibt es in Stockstadt und Trennfurt am Main.
Während im Keller ein Mithrasstein mit nachempfundenem Heiligtum (Mithräum) präsentiert wird, veranschaulichen Grab- und Weihesteine im Zwischengeschoss den Götter- und Totenkult. Das Obergeschoss enthält vorwiegend Kleinfunde aus der römischen Zeit wie Werkzeuge, Fibeln, kosmetische und medizinische Instrumente, Gebrauchskeramik und Münzen. Besonders hervorzuheben ist eine römische Glasschale des 4. Jahrhunderts n. Chr., aufgrund ihrer Verzierung eines der frühesten christlichen Zeugnisse der Region. Ein weiterer großer Raum kann für Wechselausstellungen genutzt werden.

## Zukunft
Durch die zwischen 2000 und 2007 ausgegrabene Obernburger Benefiziarierstation, hier besonders die zahlreichen Neufunde von Weihinschriften, ist das Museum mittlerweile zu klein geworden. Zusätzlich ist im Museumsentwicklungsplan des Antrags zur, zwischenzeitlich erfolgten, Aufnahme des Obergermanisch-Rätischen Limes in die Liste des UNESCO-Welterbes der Ausbau zu einem überregionalen Museum vorgesehen. Als zweites bayerisches Zentralmuseum soll es den Mainlimes und das Rechtswesen des Römischen Reiches präsentieren. Der Stadtrat fasste deshalb am 25. Januar 2007 einen Grundsatzbeschluss zum Neubau des Museums auf Basis einer vorausgegangenen Machbarkeitsstudie und bildete eine Planungsgruppe für ein „Mainlimes-Zentralmuseum“.
Ein neuerlicher Stadtratsbeschluss vom 13. Juli 2009 sieht vor, diese Planungen zu stoppen. Hauptstreitpunkte im Stadtrat und der öffentlichen Diskussion sind die Finanzierung von Bau und Unterhalt sowie die erhofften Wirtschaftsimpulse durch das Museum. Die geschichtlich bedeutsamen Funde werden in diesem Fall wahrscheinlich in der Landeshauptstadt München oder an einem anderen Kastellort am Main ausgestellt. Ein erfolgreiches Bürgerbegehren zur Fortsetzung der Planungen erwirkte einen Bürgerentscheid, der für den 27. September 2009 angesetzt war. Die Obernburger Bürger haben sich mit 64,97 % gegen eine Fortsetzung der Planung entschieden.

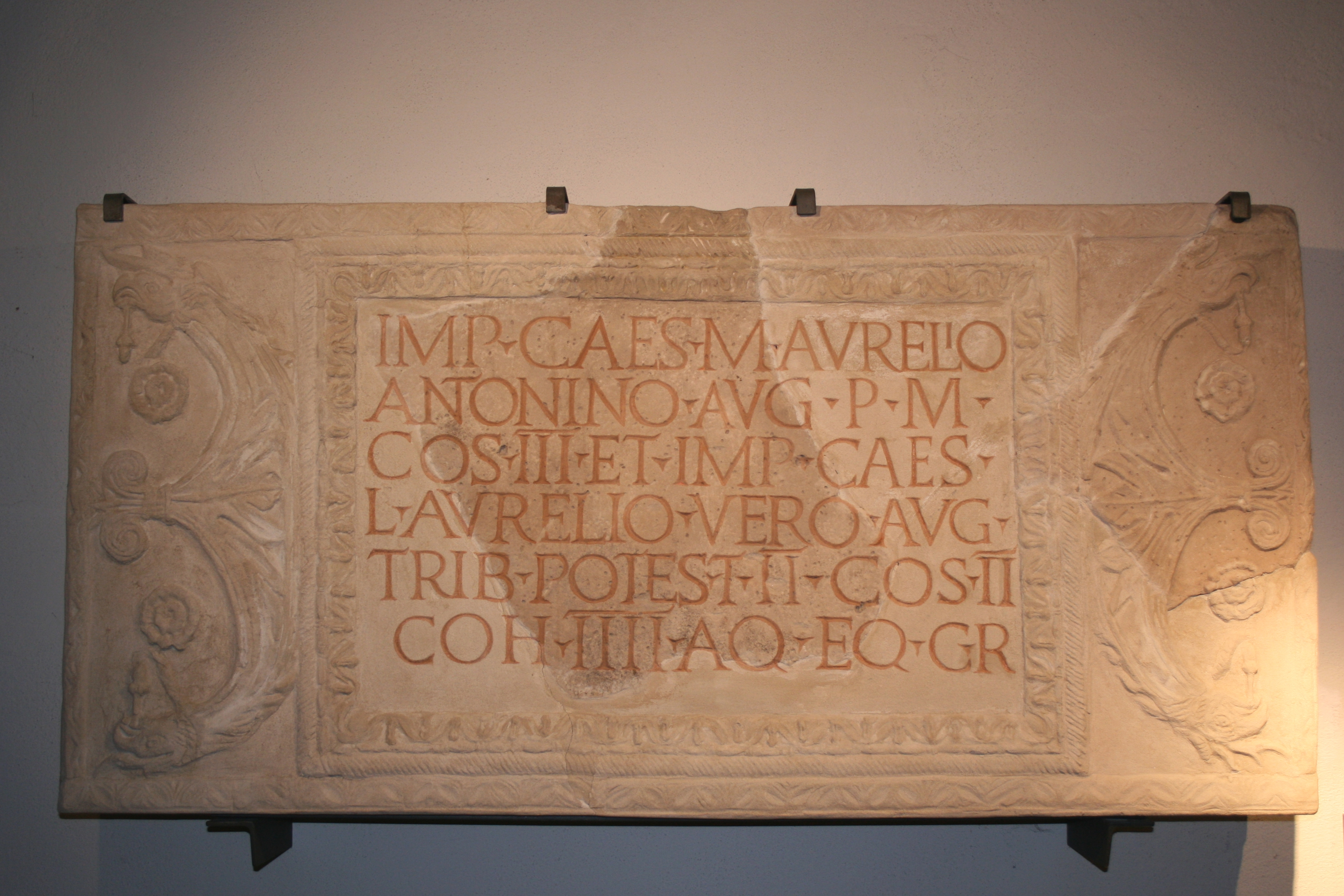
Bauinschrift von den principia aus dem Jahr 162 n. Chr.
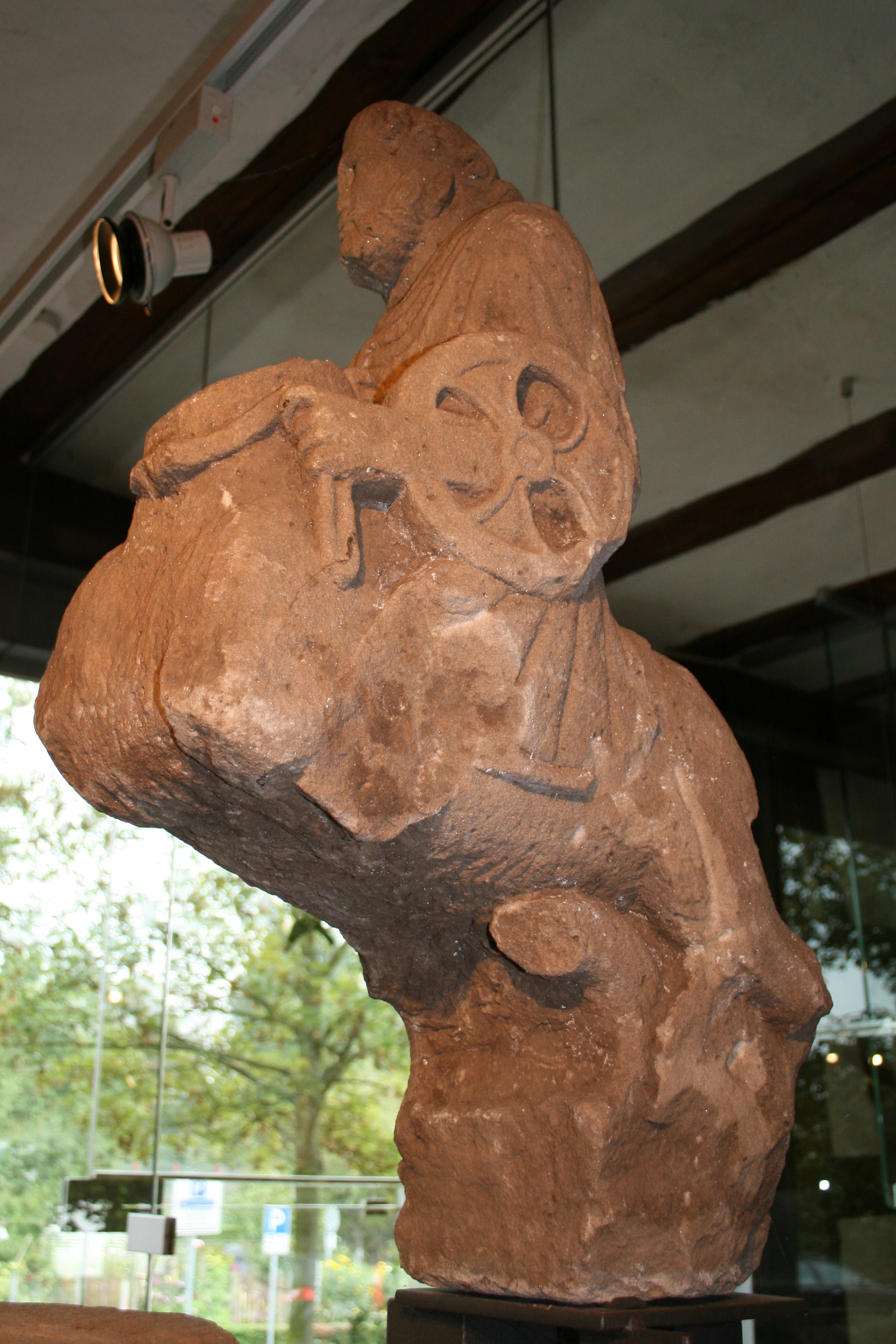
Reiter einer Jupitergigantensäule aus Obernburg mit dem dreispeichigen Rad, Attribut des keltischen Gottes Taranis, vermutlich lokale Interpretation.
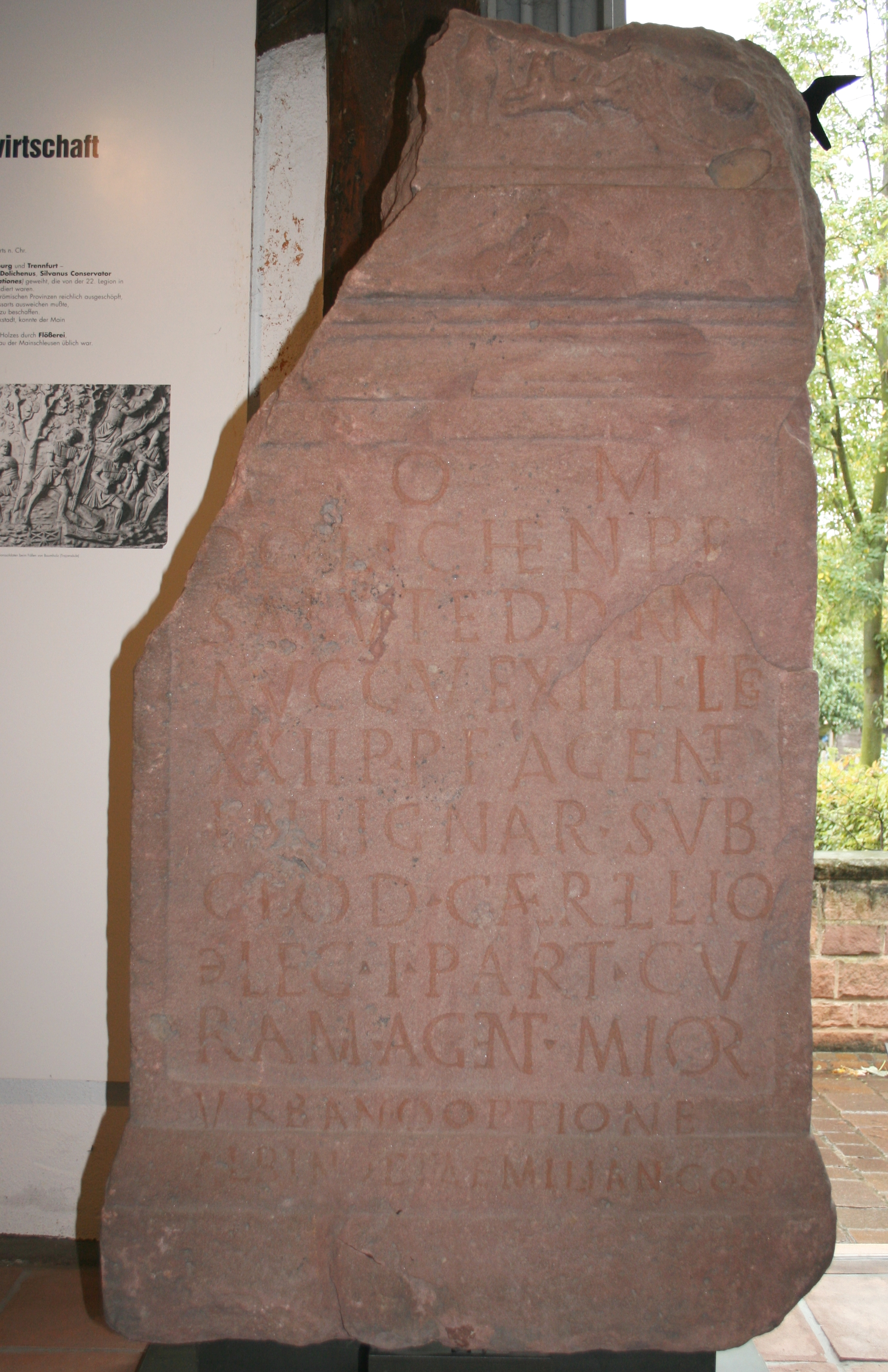
Römische Inschrift aus Obernburg mit Hinweis auf Holzfällerkommando der Legio XXII Primigenia.
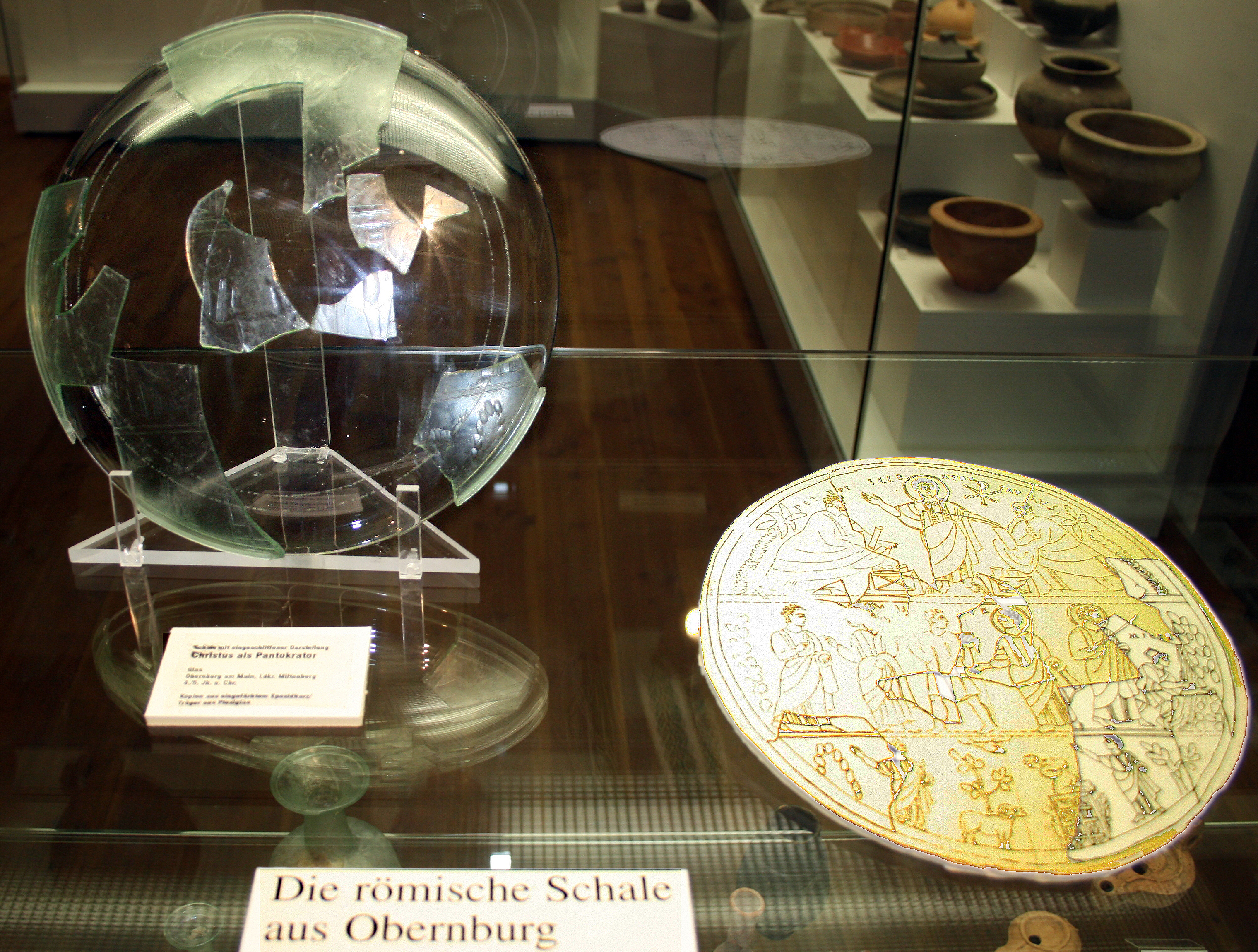
Spätrömische Glasschale mit christlichen Motiven.
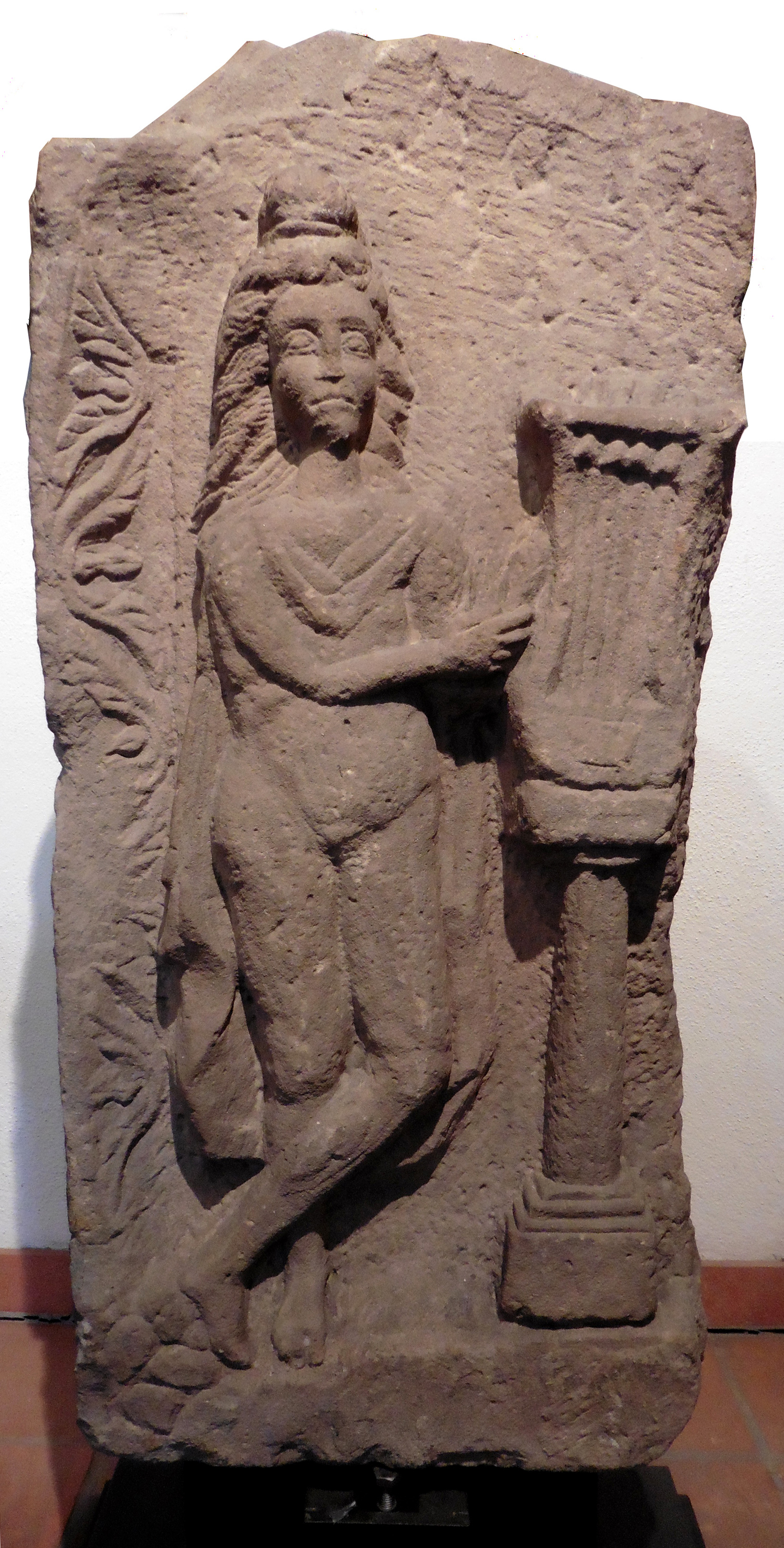
Apoll mit Lyra
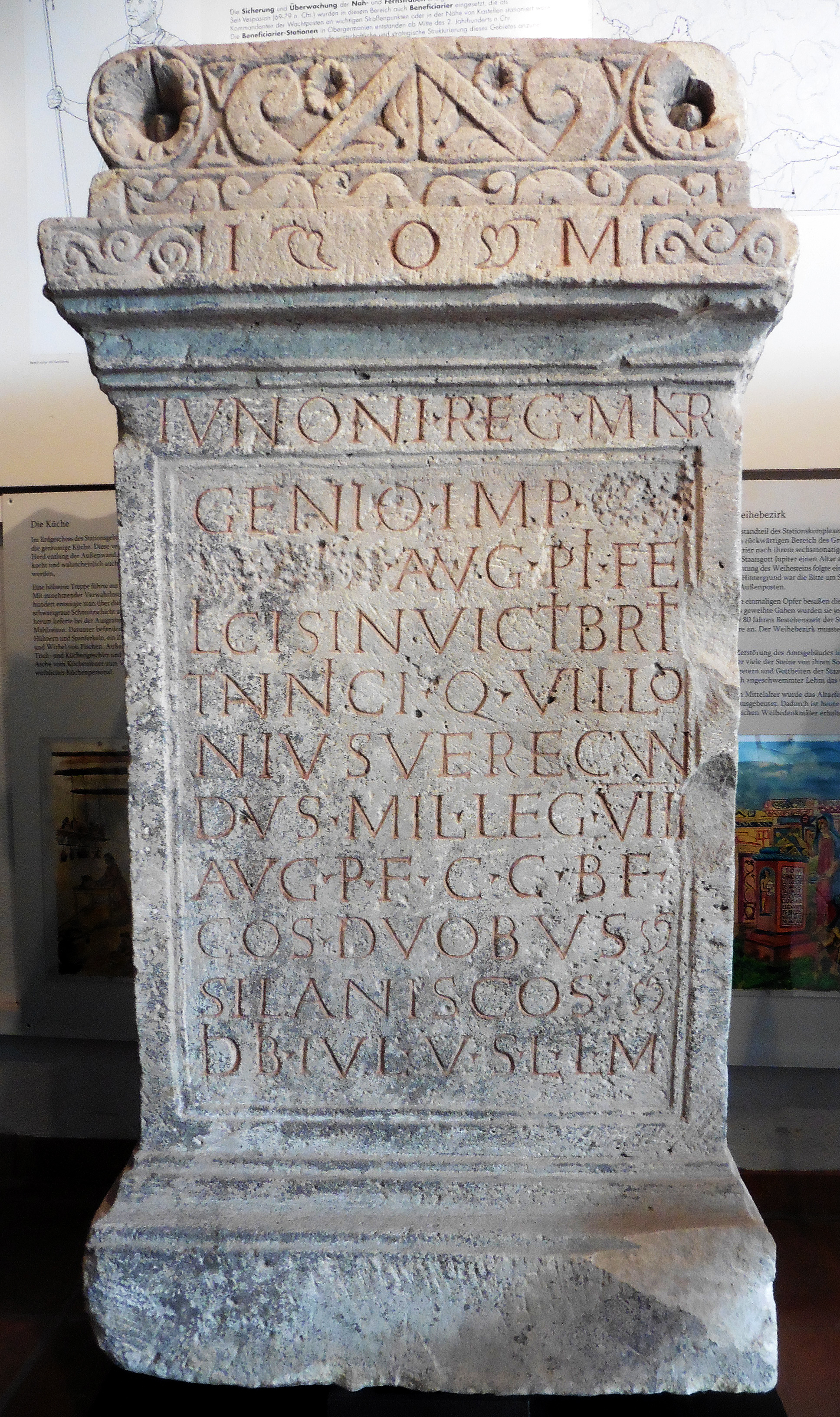
Eine der Benefiziarier Weiheinschriften